# Palais Pitti

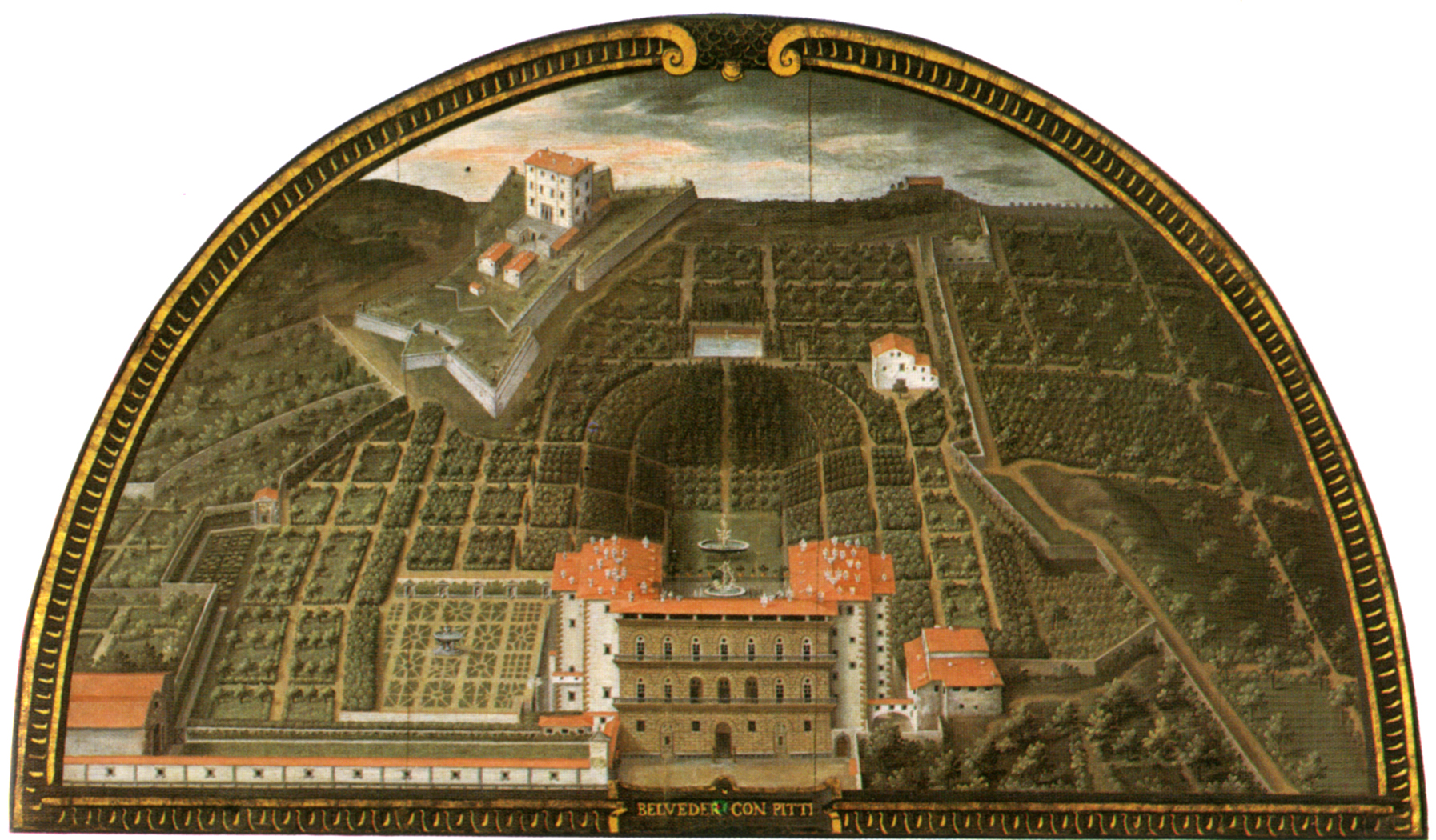
Plan maquette de l'ensemble Pitti-Boboli par Giusto Utens.

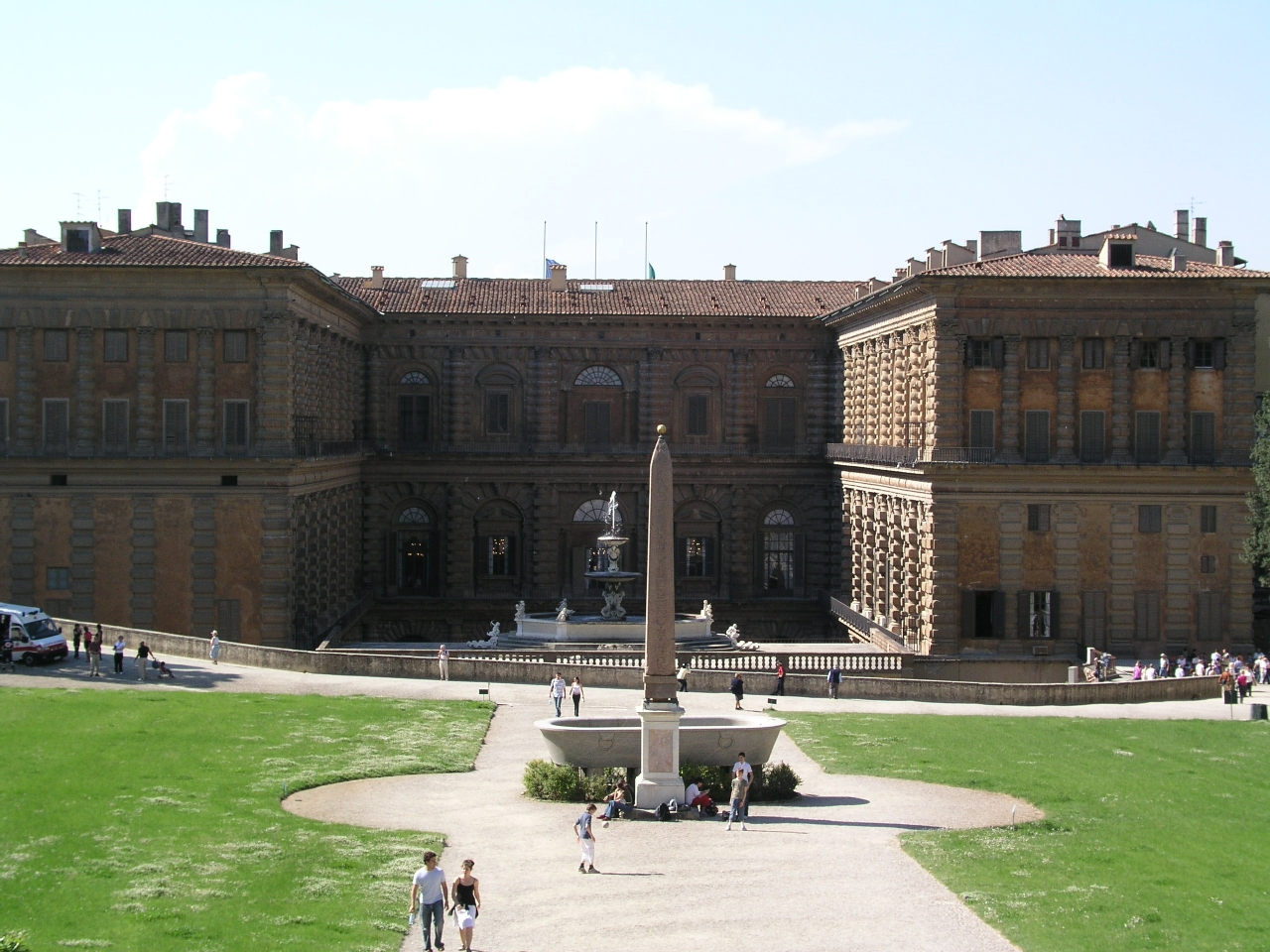
Le palais Pitti depuis les jardins.

Le palais Pitti est un palais de style Renaissance situé à Florence, en Italie. Il a été érigé dans le quartier Oltrarno (rive ouest du fleuve Arno), non loin du Ponte Vecchio. Le cœur du palais actuel date de 1458 et était, à l’origine, la résidence de Luca Pitti, un ambitieux banquier florentin.
Le palais est racheté en 1549 par la famille Médicis et devient la résidence principale des familles régnantes du grand-duché de Toscane. Au fil du temps, il se transforme en véritable coffre aux trésors, les générations successives y amassant peintures, orfèvreries, bijoux et autres biens de luxe.
À la fin du XVIIIe siècle, le palais Pitti est utilisé comme base politique par Napoléon Ier, il sert ensuite également mais brièvement de palais royal à l’Italie nouvellement unifiée. 
Le palais et son contenu sont cédés au peuple italien par le roi Victor-Emmanuel III d'Italie en 1919 et ses portes ouvertes au public, dévoilant l’une des plus grandes galeries d’art de Florence. Aujourd’hui, il offre au public plusieurs collections mineures en plus de celles de la famille Médicis.
Sa façade, de style bugnato, est composée de blocs de pietra forte provenant des carrières de la colline de Boboli qui lui donnent une allure générale monumentale et massive.
La Piazza de' Pitti fut ultérieurement agrandie en 1837, par la démolition de quelques palais des côtés, comme le Palais Guidetti, ce qui a permis de dégager le Palais Guicciardini dans l'angle.
Deux plaques rappellent que l'astronome Paolo Toscanelli y a vécu, au no 18, et que Féodor Dostoïevski y a écrit son roman l'Idiot de 1868 à 1869, résidant au no 22.

## Histoire

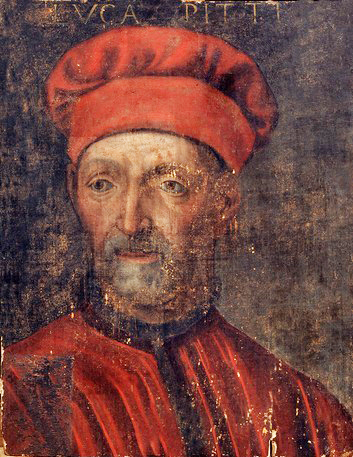
Luca Pitti (1398-1472) premier propriétaire du palais Pitti.

La construction de ce bâtiment grave et sévère est commanditée en 1458 par Luca Pitti, un banquier florentin, partisan et ami de Cosme de Médicis. Le début de l'histoire du palais Pitti est un mélange de faits et de mythes. On dit ainsi que Pitti avait donné pour instruction que les fenêtres soient plus larges que la porte par laquelle on entrait au palais Medici. L’historien de l’art du XVIe siècle Giorgio Vasari supposait que Brunelleschi, assisté par son élève Luca Fancelli, était l’architecte du palais, mais aujourd’hui, on considère que Fancelli en fut le véritable architecte. En effet, en plus de différences notables avec le style de Brunelleschi, ce dernier est décédé 12 ans avant le début du chantier, et la composition suggère que l’architecte inconnu était plus expérimenté en architecture domestique utilitaire que dans les règles humanistes définies par Leon Battista Alberti dans son livre De Re Aedificatoria. 
Même s’il est impressionnant, le palais original ne peut rivaliser avec les résidences florentines des Médicis, ni en taille, ni en contenu. Quel qu’ait pu être l’architecte du palais Pitti, il va à l’encontre des tendances du moment. Le travail rustique de la pierre confère au palais un aspect austère et puissant, impression renforcée par les trois séries de sept ouvertures en arche, rappelant un aqueduc romain. Les Florentins de l’époque, férus d’un nouveau style all'antica, sont ravis par cette architecture inspirée de la Rome antique. Ce dessin original a surmonté l'épreuve du temps : les répétitions des façades sont reprises à chaque nouvelle addition accolée au palais et leur influence est retrouvée dans plusieurs imitations de XVIe ou reprises du XIXe siècle. 
La construction est suspendue en 1464, alors que Luca Pitti subit quelques revers financiers après le décès de Cosme de Médicis. Luca Pitti meurt en 1472 avant que le bâtiment ne soit terminé.

## Les Médicis

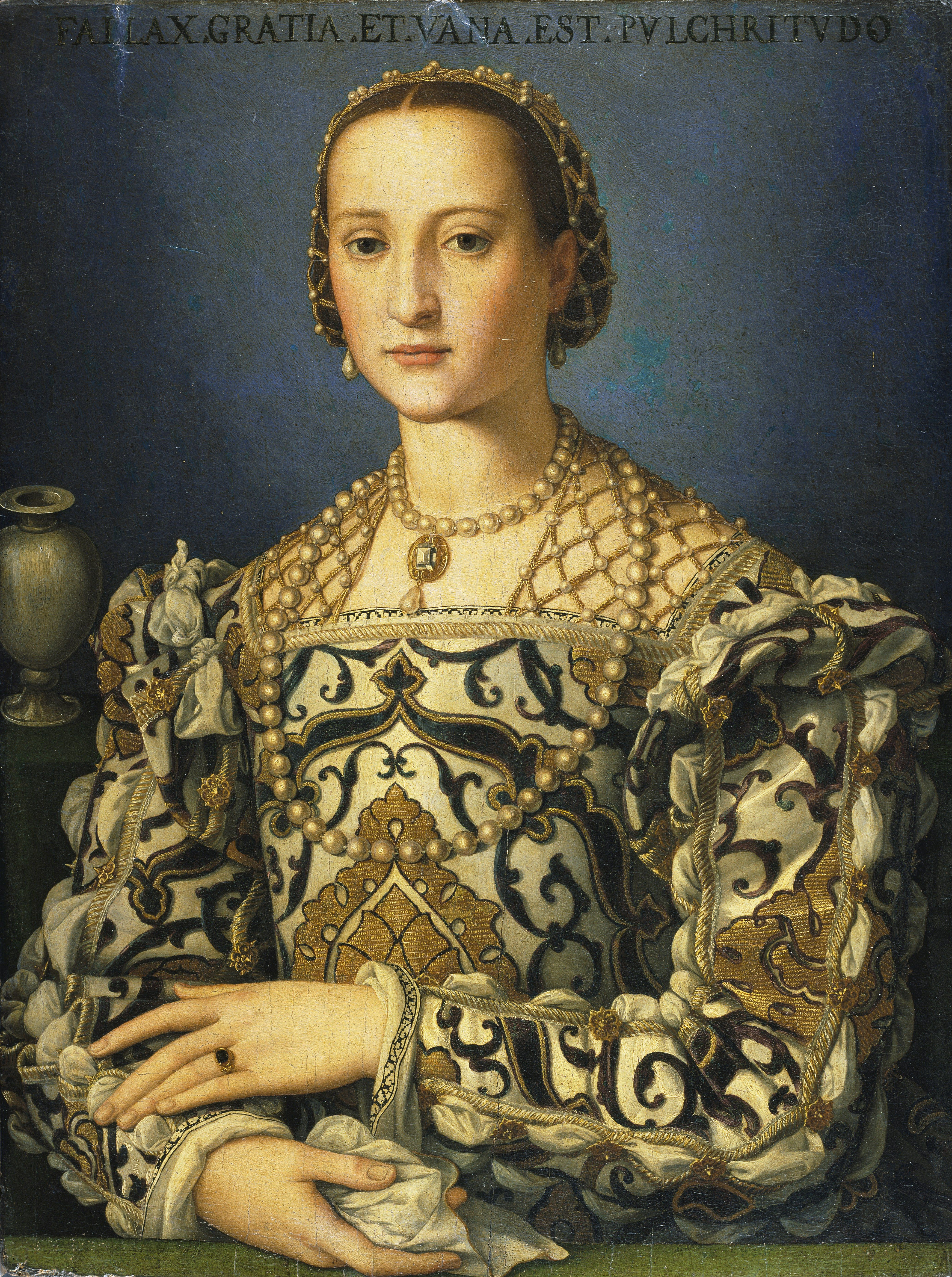
Éléonore de Tolède, grande-duchesse de Toscane, qui acheta le palais à Luca Pitti en 1549 pour les Médicis. Portrait du Bronzino.

Le bâtiment est vendu en 1549 par Buonaccorso Pitti, un descendant de Luca Pitti, à Éléonore de Tolède. Élevée à la cour de Naples, Éléonore est l'épouse de Cosme Ier de Toscane, qui deviendra plus tard grand-duc. Lors de son déménagement dans le palais, Cosme demande à Giorgio Vasari d'agrandir la structure pour se conformer à ses goûts ; sa surface sera plus que doublée par l'addition d'un nouveau bloc à l'arrière. Vasari construit également le corridor de Vasari, un passage protégé et couvert entre le palazzo Vecchio, siège du gouvernement, et le palais Pitti et qui traverse l'Arno, au-dessus du Ponte Vecchio. Ce passage permet au grand-duc et à sa famille de se déplacer aisément entre leur résidence officielle, le palazzo Vecchio, et le palais Pitti. À l'origine, le palais Pitti était principalement utilisé pour loger des invités officiels et pour certains évènements occasionnels de la cour, le palazzo Vecchio restant la résidence principale des Médicis. Il ne sera occupé de manière permanente qu'à partir du règne de Ferdinand Ier de Médicis, fils d'Éléonore, et de sa femme Christine de Lorraine. Il abritera alors la collection d'art des Médicis, et sera le théâtre de divertissements et de spectacles somptueux, parmi lesquels les débuts de l'opéra. 
Une parcelle est ensuite acquise sur la colline à l'arrière du palais pour y créer un grand parc et des jardins, connus aujourd'hui sous le nom de Jardin de Boboli.

## Lecortileet ses extensions

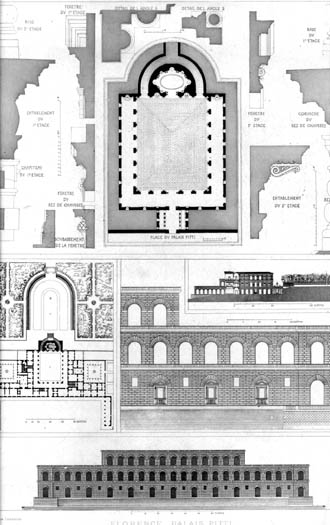
Dessins architecturaux et plans du palais Pitti, XIXe siècle.

Une fois le projet de jardin bien en main, Bartolomeo Ammannati tourne son attention vers la création d’une grande cour, juste derrière la façade principale, permettant de relier le palais à son nouveau jardin. Cette cour présente des canaux en bossages qui seront largement copiés, notamment pour le palais du Luxembourg de Marie de Médicis, à Paris. Sur la façade principale, Ammannati pose également des finestre inginocchiate (fenêtres « agenouillées », en référence à leur ressemblance avec un prie-Dieu, déjà utilisées par Michel-Ange), pour remplacer les baies à chaque extrémité. Entre 1558 et 1570, Ammannati construit un escalier monumental qui conduit en grande pompe au « piano nobile ». Il élargit les ailes de la façade donnant sur le jardin. Elles embrassent alors une cour, creusée dans la pente de la colline, située au même niveau que la cour devant le bâtiment et qu’il est possible de voir à travers l’arche centrale du sous-sol. Du même côté, Ammanati construit un grotto, appelé le « grotto de Moïse » en référence à la statue en porphyre qui y est visible. Sur la terrasse au-dessus, au même niveau que les fenêtres du piano nobile, l’architecte installe une fontaine, elle sera remplacée en 1641 par la « Fontana del Carciofo » (Fontaine de l’Artichaut), conçue par Giovanni Francesco Susini, un ancien élève de Giambologna. 
En 1616, un concours est organisé pour la conception d’extensions de part et d’autre de la façade principale. Giulio Parigi remporte le contrat. Les travaux commencent en 1618 sur la partie nord et, en 1631, Alfonso Parigi attaque la partie ouest. Au XVIIIe siècle, deux ailes perpendiculaires sont ajoutées par l’architecte Giuseppe Ruggeri pour accentuer l’élargissement de la via Romana, ce qui crée une place centrée sur la façade, prototype de la « cour d’honneur » qui sera copiée en France. Durant de nombreuses années, de sporadiques ajouts et modifications moins significatifs, seront faits sous d’autres maîtres et architectes. 
Sur un des côtés des jardins se tient un singulier grotto conçu par Bernardo Buontalenti. La partie du bas fut commencée par Vasari mais l’architecture des étages supérieurs est bouleversée par des stalactites en pierre ponce entourant les armoiries des Médicis. 
L’intérieur est lui aussi un équilibre entre architecture et nature. Dans la première pièce se trouvent des copies des quatre esclaves inachevés de Michel-Ange qui émergent de chaque coin. Ils semblent porter la voûte, qui comprend un oculus ouvert en son centre et peint comme un berceau rustique avec des animaux, des personnages et de la végétation. D’autres personnages, animaux et arbres, fabriqués en stuc et en pierre ponce brute ornent le bas des murs. Un court passage mène à une deuxième petite chambre puis à une troisième au milieu de laquelle se dresse une fontaine et dans son bassin la Vénus de Giambologna, regardant avec effroi par-dessus son épaule quatre satyres lui crachant des jets d’eau.

## Les maisons de Lorraine et de Savoie

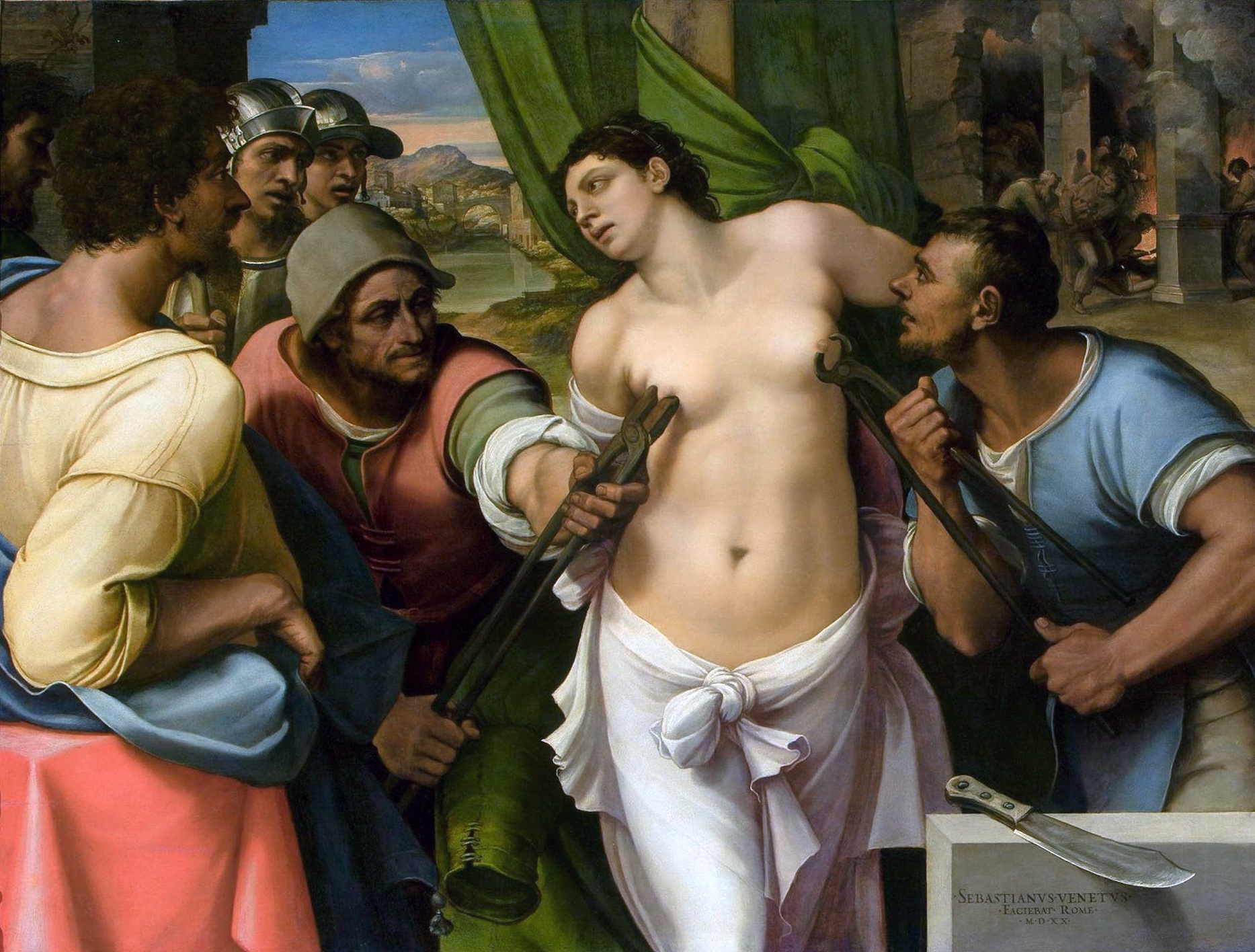
Le Martyre de sainte Agathe par Sebastiano del Piombo, acquis par les Médicis pour le palais Pitti.

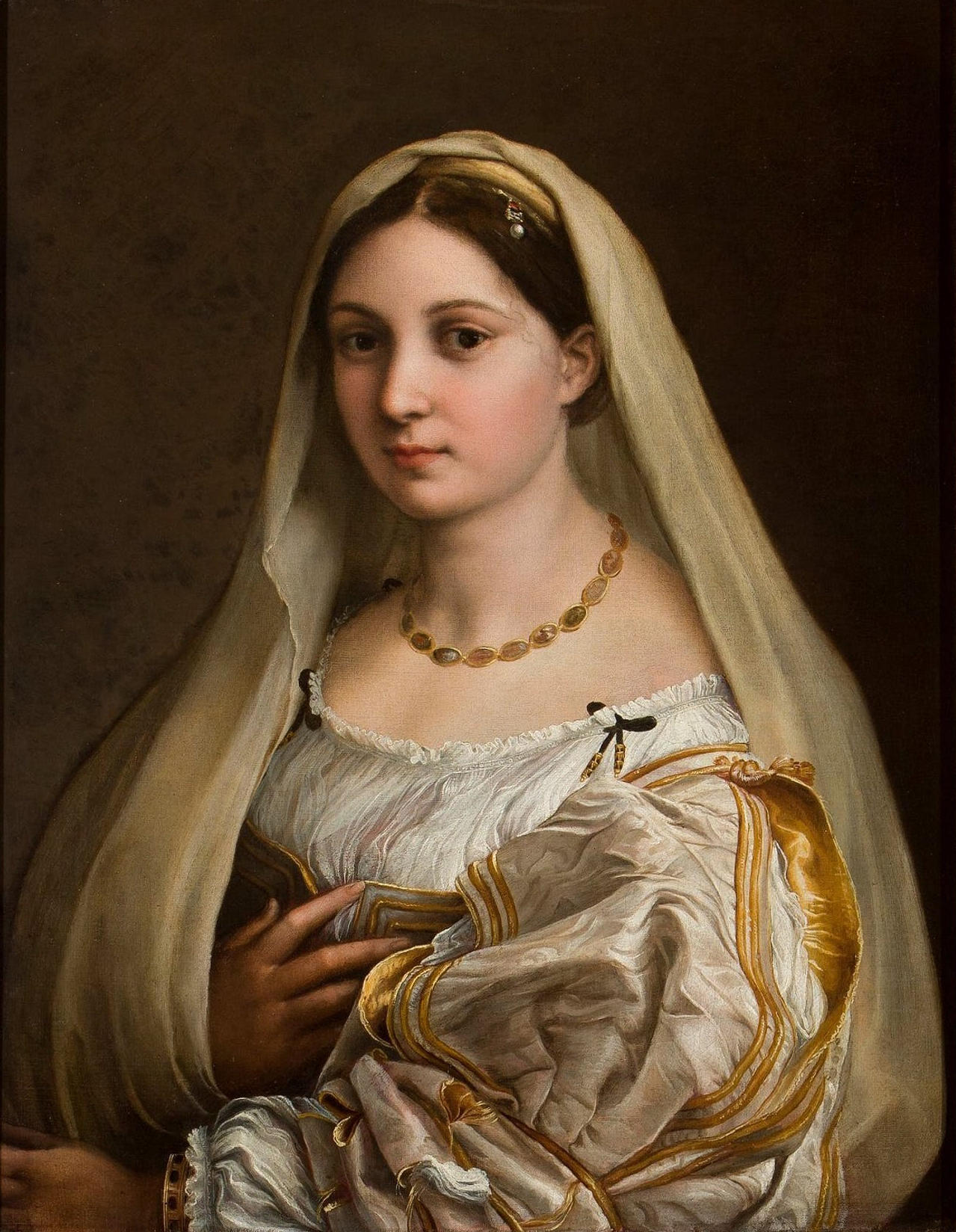
Donna Velata par Raphaël, collection Médicis.

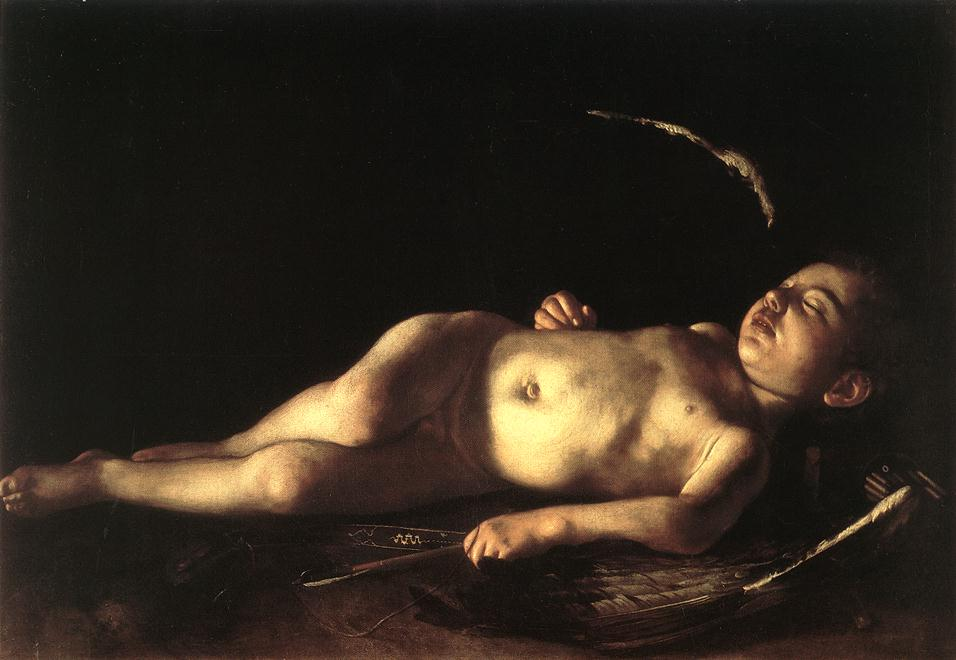
Amour endormi par Le Caravage (1608).

Le palais Pitti reste la résidence principale des Médicis jusqu’à la mort du dernier héritier mâle, Jean-Gaston de Médicis, en 1737. Il est ensuite brièvement occupé par sa sœur, Anne-Marie-Louise de Médicis. À la mort de celle-ci, la dynastie Médicis s’éteint et le palais est transmis aux nouveaux Grands-ducs de Toscane, les Autrichiens de la maison de Lorraine, en la personne de François Ier du Saint-Empire. L’occupation autrichienne est brièvement interrompue par Napoléon qui utilise le palais durant sa période de contrôle de l’Italie.
Quand la Toscane passe de la maison de Lorraine à la maison de Savoie en 1860, le palais Pitti est inclus dans le transfert. Après le Risorgimento, Florence devient brièvement la capitale du royaume d’Italie et Victor-Emmanuel II réside dans le palais jusqu’en 1871. Son petit-fils, Victor Emmanuel III, transmet le palais à l’État italien en 1919. Le palais, ainsi que les autres bâtiments des jardins Boboli, sont divisés en cinq galeries et musées, abritant non seulement la grande majorité de son contenu original mais également des œuvres inestimables acquises par l’État. Les 140 pièces ouvertes au public font partie d’un intérieur, conçu majoritairement plus tard que la partie originale du bâtiment, et créé en deux étapes, la première au XVIIe  et la seconde au début du XVIIIe siècle. En 2005, la découverte, par hasard, de salles de bains du XVIIIe siècle depuis longtemps oubliées, révélera des exemples remarquables de plomberies dont le style est assez similaire à ceux des salles de bains du XXIe siècle.

## Les galeries et musées
Le palais Pitti est aujourd'hui le plus grand ensemble de musées de Florence. Le bâtiment principal, appelé « corps de logis », s'étend sur 32 000 m2. Il abrite plusieurs galeries et musées dont on trouvera un descriptif ci-dessous.

### La Galerie Palatine
La Galerie Palatine, au premier étage, l'« étage noble » (piano nobile), contient un vaste ensemble de quelque cinq cents peintures, essentiellement de la Renaissance, qui firent jadis partie de la collection d'art privée des Médicis et de leurs successeurs. La galerie, qui déborde sur les appartements royaux, contient des œuvres de Raphaël, du Titien, du Corrège, de Rubens et de Pierre de Cortone. La galerie conserve encore le caractère d'une collection privée et les œuvres d'art sont présentées et disposées pour l'essentiel comme elles l'auraient été dans les salles d'apparat auxquelles elles étaient destinées plutôt qu'en suivant une séquence chronologique, ou selon les écoles auxquelles appartiennent les tableaux. 
Les plus belles salles ont été décorées par Pierre de Cortone dans le style baroque. Pierre de Cortone avait initialement orné une petite pièce du piano nobile appelée Sala della Stufa ou Salle du Poêle, par une série de fresques décrivant les quatre âges de l'homme qui reçut un accueil très favorable ; L'Âge de l'or et L'Âge de l'argent furent peints en 1637, suivis en 1641 par L'Âge du bronze et L'Âge du fer. On les considère comme faisant partie de ses chefs-d'œuvre. L'artiste fut par la suite prié de décorer de fresques les salles de réception du grand-duc, enfilade de cinq pièces sur le devant du palais. Dans ces cinq salles « des Planètes », la suite hiérarchique des divinités est fondée sur la cosmologie ptolémaïque : Vénus, Apollon, Mars, Jupiter (la salle du trône des Médicis), et Saturne, mais en omettant Mercure et la Lune qui auraient dû se trouver avant Vénus. Ces plafonds richement ornés de fresques et de stucs ouvragés rendent essentiellement hommage à la lignée des Médicis et à leur capacité à être des dirigeants vertueux. Pierre de Cortone quitta Florence en 1647, et son élève et collaborateur, Ciro Ferri, acheva le cycle vers les années 1660. Ils devaient inspirer plus tard l'« appartement des Planètes » du château de Versailles, conçues par Charles Le Brun.
La collection fut ouverte au public pour la première fois à la fin du XVIIIe siècle, non sans quelques réticences, par le grand-duc Pietro Leopoldo, le premier monarque éclairé de la Toscane, fort soucieux d'obtenir le soutien populaire après la chute des Médicis.

### Les appartements royaux
Les appartements royaux sont un ensemble de quatorze pièces, utilisées autrefois par la famille Médicis et par leurs successeurs. Ces pièces ont été largement modifiées depuis le règne des Médicis, et jusqu'à plus récemment, au XIXe siècle. Elles contiennent une collection de portraits des Médicis, la plupart par Giusto Sustermans. À la différence des grands salons contenant la collection Palatine, certaines de ces salles sont beaucoup plus petites et plus intimes, et, même si elles sont grandioses et dorées, elles s’avèrent plus adaptées aux exigences de la vie courante. L’ameublement de l’époque comprenait des lits à baldaquin et d’autres pièces d’ameublement que l’on ne trouve nulle part ailleurs dans le palais. Les rois d’Italie sont les derniers à avoir utilisé le palais Pitti dans les années 1920. Cependant, dans ces années-là, il était déjà transformé en musée, mais une suite de pièces (maintenant la Galerie d’Art Moderne déplacée depuis un palais de la piazza della Signoria) était réservée à leur usage quand ils visitaient Florence officiellement.

### La Galerie d'Art moderne

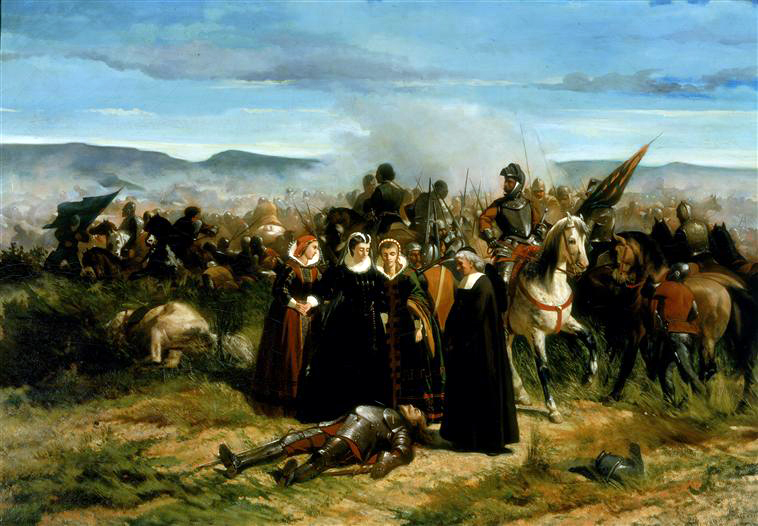
Mary Stuart à Crookstone par Giovanni Fattori, Galerie d’Art Moderne du palais Pitti.

Cette galerie prend son origine dans la refonte de l’Académie de Florence en 1748, quand une galerie d’art moderne est mise en place. La galerie est supposée exposer les œuvres d’art ayant gagné les compétitions de l’Académie. À cette époque, le palais Pitti est en cours de re-décoration et les nouvelles œuvres d’art sont rassemblées pour décorer les salons. Au milieu du XIXe siècle, les peintures d’art moderne du grand-duc sont si nombreuses que certaines sont transférées au palais Croncetta, qui devint le premier lieu hébergeant le « musée d’art moderne ».
Après le Risorgimento et l’expulsion de la famille du grand-duc du palais, l’ensemble des œuvres d’art moderne sont rassemblées sous un seul toit : « La Galerie Moderne de l’Académie ». La collection continue ensuite de s’agrandir, et plus particulièrement sous le patronage de Victor Emmanuel II. Toutefois, ce n’est qu’en 1922 que la galerie est déménagée au palais Pitti et que la collection est complétée avec des œuvres appartenant à l’État ou à la municipalité de Florence. Elle est logée dans des appartements libérés récemment par la famille royale italienne. La galerie est ouverte au public pour la première fois en 1928.
Aujourd’hui, agrandie et occupant 30 pièces, cette immense collection inclut des œuvres d’artistes du mouvement Macchiaioli et d’autres écoles modernes italiennes de la fin du XIXe et du début du  XXe siècle. Les peintures de l’école Macchiaioli méritent une mention particulière, ces peintres toscans du XIXe siècle menés par Giovanni Fattori étant les pionniers et les fondateurs du mouvement impressionniste. L’appellation « Galerie d’Art Moderne » peut sembler incorrecte car les œuvres exposées couvrent la période entre 1700 et début 1900. Ceci est dû au fait, que « l’art moderne » en Italie s’arrête avant la Deuxième Guerre mondiale, les œuvres suivantes étant assimilées à de « l’art contemporain » (arte contemporanea). En Toscane, on le trouvera au Centre pour l’art contemporain de Luigi Pecci à Prato, une ville située à 15 km de Florence.

### Le musée de l'Argenterie (Trésor des Grands-ducs)
Le musée de l’Argenterie, au rez-de-chaussée du palais, appelé parfois « le Trésor des Médicis », contient une collection d’argenterie inestimable, de camées et d’objets en pierre semi-précieuses, ces derniers provenant pour la plupart de la collection de Laurent de Médicis. On retrouve aussi sa collection de vases anciens, dont certains possèdent de délicates montures en vermeil, ajoutées au XVe siècle pour qu’ils soient exposés.

Il contient également une collection d’objets allemands, en or et en argent, achetés par le grand-duc Ferdinand après son retour d’exil en 1815. 
Les pièces du musée, faisant auparavant partie des appartements privés royaux, sont décorées avec des fresques du XVIIe siècle, la plus belle étant celle de Giovanni da San Giovanni, peinte entre 1635 et 1636. Après la mort prématurée du peintre c'est son ami Francesco Furini qui participe à l'achèvement de la décoration de 1639 à 1642 avec deux grandes lunettes représentant l’Académie platonicienne de Careggi et l’Allégorie de la mort de Laurent le Magnifique.

### Le Musée de la Porcelaine

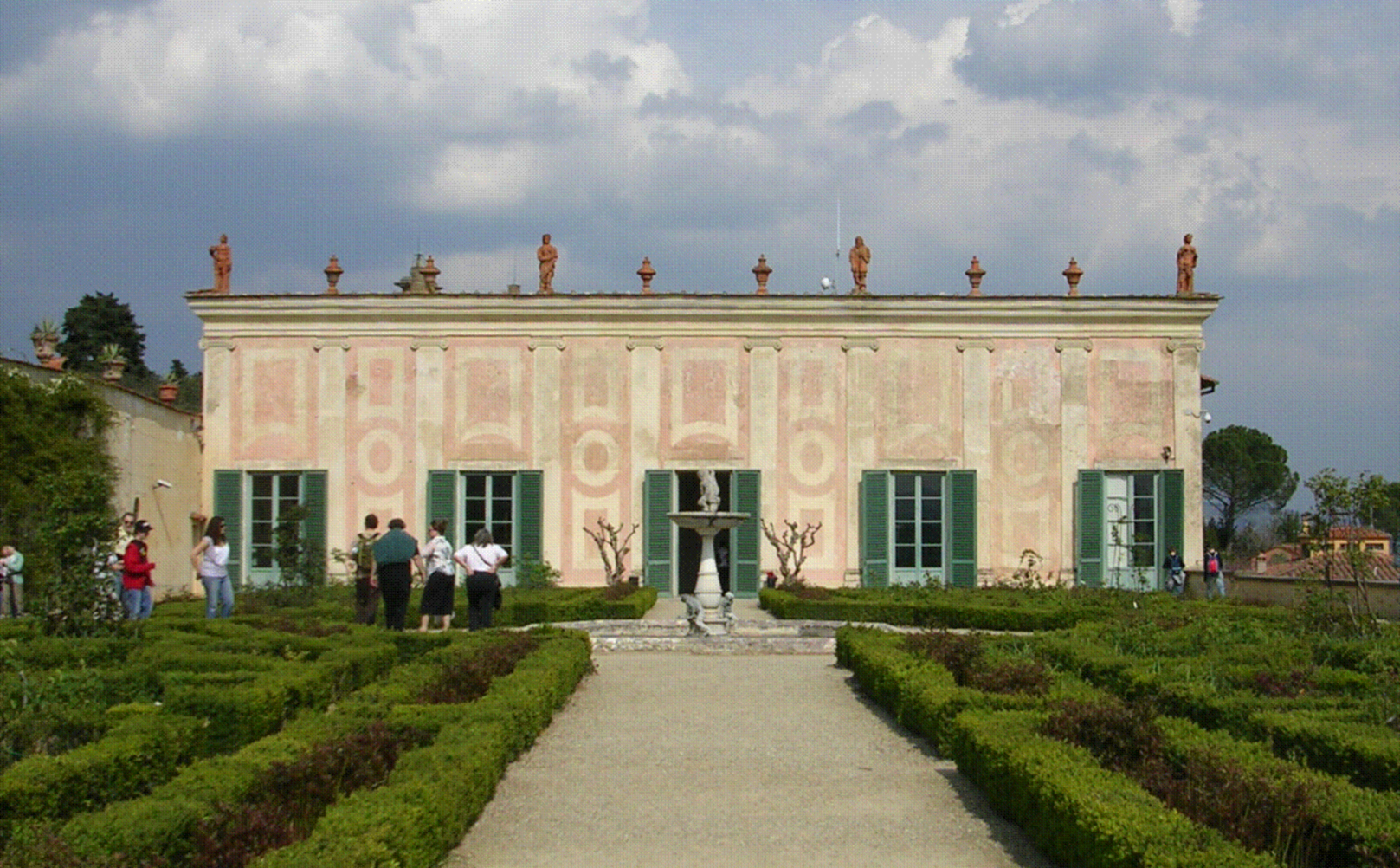
Le « Casino del Cavaliere » dans les jardins de Boboli abrite aujourd’hui le musée de la porcelaine.

Ouvert en 1973, le musée est installé dans le « Casino del Cavaliere » dans les jardins de Boboli. Les porcelaines proviennent des ateliers européens de porcelaine les plus renommés, parmi lesquels Sèvres, Meissen et Dresde. 
Certaines pièces de la collection sont des cadeaux offerts aux dirigeants florentins par des souverains européens alors que d’autres ont été spécialement commandées par la cour du grand-duc. On remarquera plus particulièrement plusieurs services produits par l’atelier de Vincennes, qui sera plus tard rebaptisé « Manufactures de Sèvres », et une collection de petites figurines en biscuit (porcelaine sans glaçure, cuite au demi-grand feu). 

### La Galerie des Costumes
Fondée en 1983 par Kristen Aschengreen Piacenti et installée dans les appartements Méridiana (« Palazzina della Meridiana »), une suite de quatorze pièces qui ont vu le jour sous Ferdinand III et ont été terminées en 1858, la galerie des costumes est l’une des plus récentes collections du palais.
Cette galerie contient une collection de costumes de théâtre datant du XVIe siècle à nos jours. C’est aussi le seul musée en Italie détaillant l’histoire de la mode italienne. Elle présente des vêtements portés du XVIIIe siècle à nos jours. Certaines pièces sont exclusives au palais Pitti : des vêtements portés par le grand-duc Cosme de Médicis et par Eléonore de Tolède et son fils Garzia. La galerie expose également une collection de bijoux fantaisies du milieu du XXe siècle. 
Dans le « Salone della Meridiana », juste à côté de l’entrée de la Galerie des costumes, on peut voir une fresque de Anton Domenico Gabbiani. Cette fresque peinte au plafond a la particularité d’avoir été percée d'une ouverture (aujourd’hui rebouchée) laissant passer les rayons de lumière et servant à mesurer la hauteur du soleil.

### Le musée des Transports
Ce musée, au rez-de-chaussée, expose des carrosses et autres moyens de transports utilisés par la cour du grand-duc durant le XVIIIe et le  XIXe siècle. L’étendue de l’exposition fit dire à un visiteur du XIXe siècle : « C’est extraordinaire, comment ont-ils pu trouver de la place pour tous ces carrosses et chevaux ? ». Certains carrosses sont richement décorés, ornés non seulement de dorures mais également de peintures sur leurs panneaux. Ceux qui étaient utilisés pour les plus grandes occasions, comme le « Carrozza d'Oro » (le carrosse d’or) sont surmontés de couronnes dorées qui devaient indiquer le rang et la condition sociale des occupants. D’autres carrosses exposés ont été utilisés par le roi des Deux-Siciles, l’archevêque et d’autres dignitaires florentins. 

## Le jardin de Boboli
L'artiste de la cour, Niccolò Tribolo, est désigné comme paysagiste du projet, mais il meurt l'année suivante. Il est rapidement remplacé par Bartolomeo Ammannati. Le plan des jardins est centré autour d'un amphithéâtre situé derrière le corps de logis du palais. La première pièce qui y sera jouée est Andria de Terence, elle est suivie par beaucoup d'autres pièces d'inspirations classiques de dramaturges florentins tels que Giovan Battista Cini. Jouée pour le plaisir de la cour cultivée des Médicis, ces pièces bénéficient de décors élaborés créés par Baldassarre Lanci, architecte de la cour.

## Le palais aujourd’hui

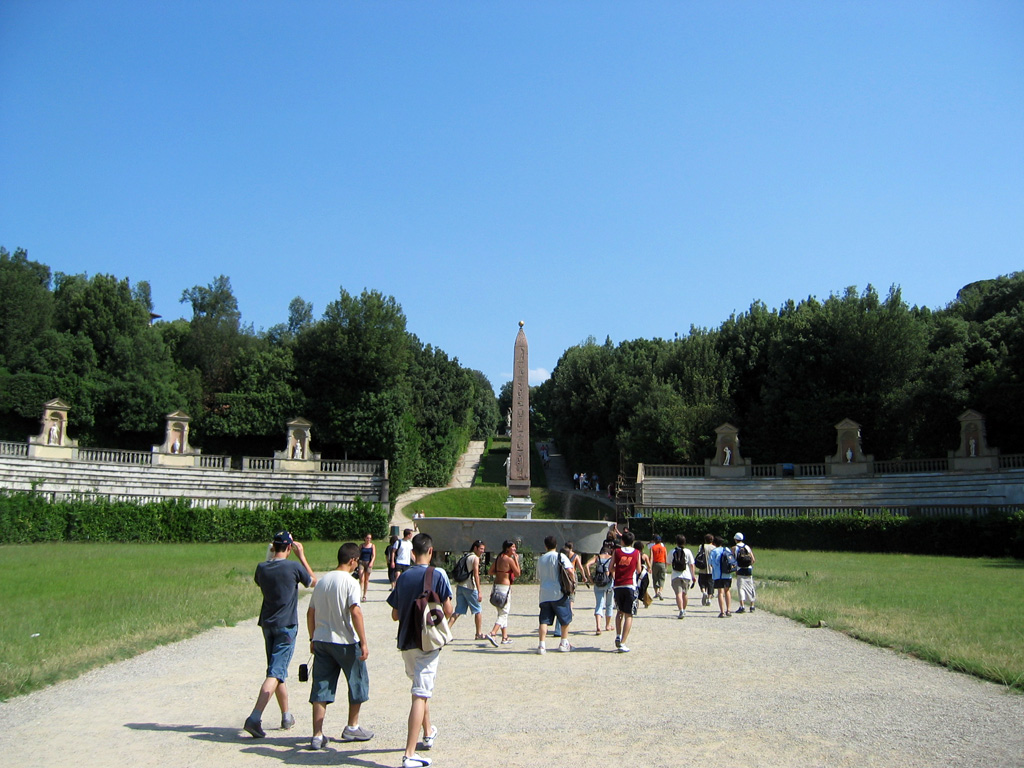
Passage menant à l’amphithéâtre des jardins de Boboli.

Le palais Pitti se caractérise par une architecture simple et sévère. Un thème architectural continu, à travers quatre siècles, a produit des façades et élévations massives mais impressionnantes et qui ne reflètent pas la longue évolution et histoire de l’ensemble. L’architecture retient l’attention en raison de sa taille, de sa force et par le reflet du soleil sur les vitres et la pierre, couplé au caractère répétitif, presque monotone, du thème. Les ornements et l’élégance du design viennent après la vaste et solide masse de la pierre rustique seulement allégée par le rythme des fenêtres en arcades. Comme beaucoup de palais italiens, il faut y entrer pour l’apprécier pleinement.
Le palais est maintenant entre les mains de l’État italien à travers le « Polo Museale Fiorentino », une institution qui administre vingt musées, dont la Galerie des Offices, et a la responsabilité de 250 000 œuvres d’art. Malgré sa métamorphose de résidence royale à édifice étatique, le palais, surplombant Florence, conserve l’apparence et l’atmosphère d’une collection privée dans une grande maison. Ceci est dû, dans une grande mesure, aux « Amis du Palais Pitti », une organisation de volontaires fondée en 1996, qui lève des fonds et émet des suggestions pour la maintenance du palais et des collections et pour l’amélioration constante de leurs expositions.
Florence reçoit plus de cinq millions de visiteurs chaque année et pour beaucoup d’entre eux le palais Pitti est une étape essentielle. Il continue ainsi à éblouir les visiteurs, objectif pour lequel il avait été construit.

## Lieu de tournage
En 2015, une équipe de l'émission Secrets d'Histoire a tourné plusieurs séquences dans le palais dans le cadre d'un numéro consacré à Laurent de Médicis, intitulé À Florence, Laurent le Magnifique et diffusé le 29 mars 2016 sur France 2.
En 2018, des séquences ont également été tournées au palais dans le cadre d'un autre numéro consacré à Marie de Médicis, intitulée Marie de Médicis ou l'obsession du pouvoir diffusé le 19 juillet 2018 sur France 2.